# Ghost (Lied)

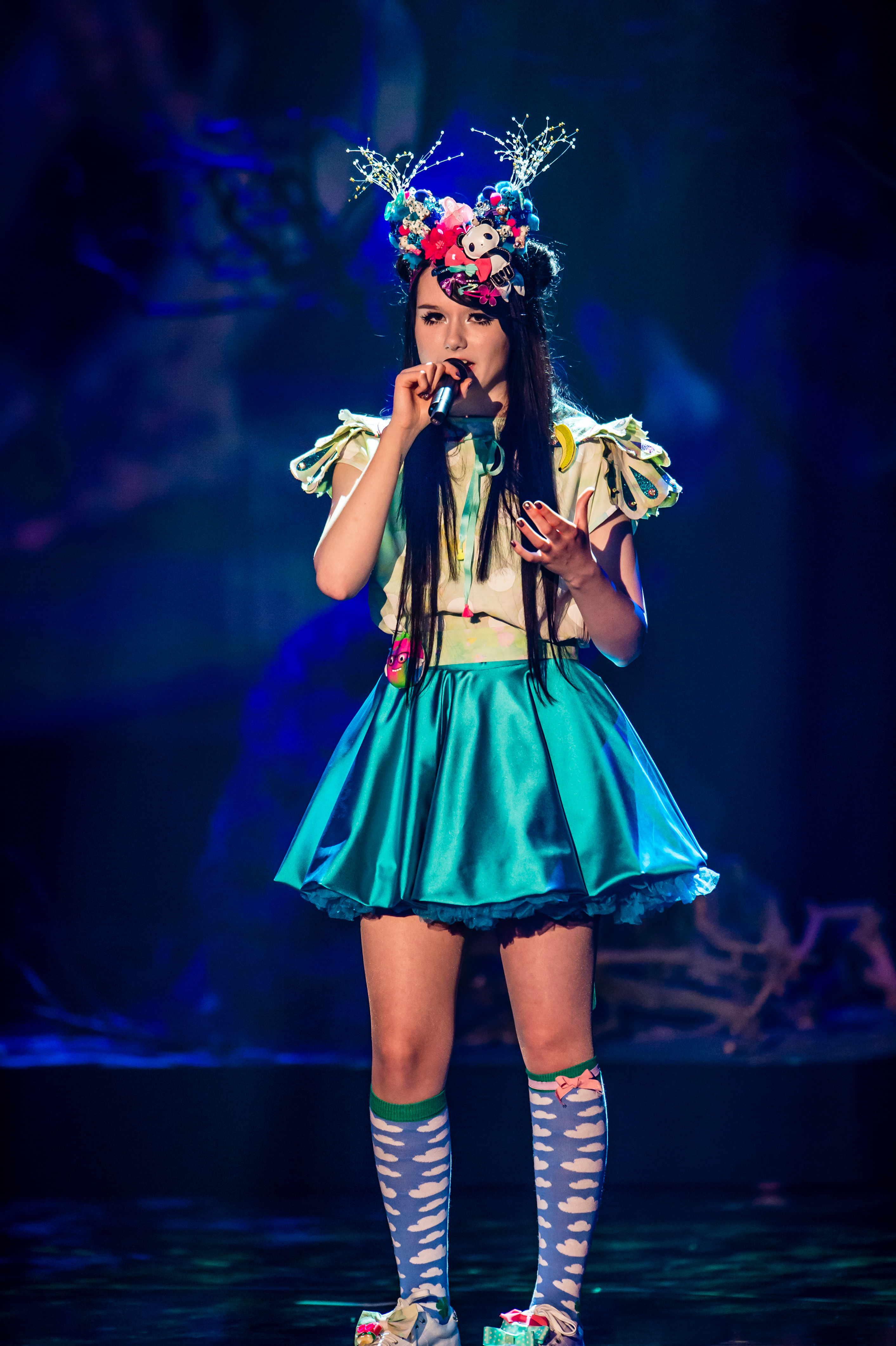
Jamie-Lee Kriewitz, 2016

Ghost (englisch für „Gespenst“) ist ein Popsong der deutschen Sängerin Jamie-Lee Kriewitz und die erste Single aus ihrem Debütalbum Berlin. Mit dem Song vertrat sie am 14. Mai 2016 Deutschland beim 61. Eurovision Song Contest in Stockholm, wo sie den letzten Platz belegte.

## Hintergrund
Jamie-Lee ist die Siegerin der fünften Staffel der Castingshow The Voice of Germany. Sie war Mitglied im Team von Michi und Smudo und trug im Finale den Song Ghost vor, der von Sidecoach Thomas Burchia sowie Conrad Hensel und Anna Leyne geschrieben wurde. Das Stück belegte Platz elf der deutschen Singlecharts.

## Eurovision Song Contest
Am 25. Februar 2016 gewann Jamie-Lee mit dem Song die deutsche Vorentscheidung Unser Lied für Stockholm. Beim Televoting erhielt sie 44,5 Prozent der Stimmen. Entsprechend vertrat sie Deutschland 2016 beim ESC. Da Deutschland Teil der Big Five ist, war Jamie-Lee direkt für das Finale qualifiziert. Dort belegte der Titel mit 11 Punkten den letzten Platz. Ein Punkt wurde von der georgischen Jury vergeben, acht Punkte vom Schweizer und zwei Punkte vom österreichischen Publikum.

## Chartplatzierungen
| ChartsChartplatzierungen | Höchstplatzierung | Wochen |
| ------------------------ | ----------------- | ------ |
| Deutschland (GfK)        | 11 (19 Wo.)       | 19     |
| Österreich (Ö3)          | 65 (1 Wo.)        | 1      |
| Schweiz (IFPI)           | 26 (1 Wo.)        | 1      |